# Amyra Dastur

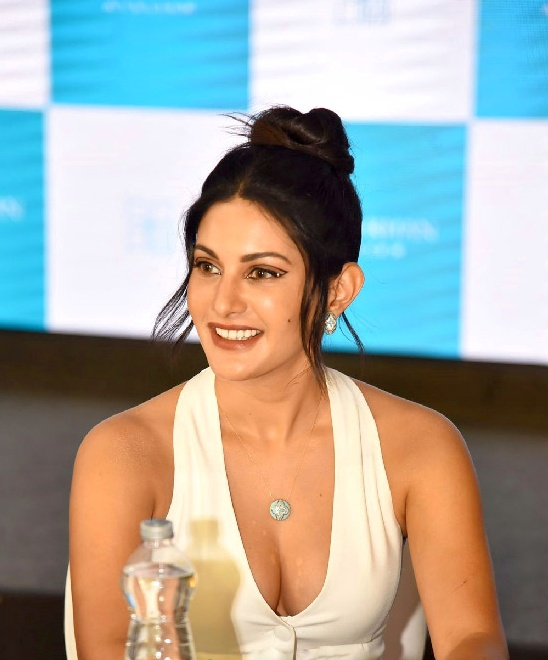
Amyra Dastur (2022)

Amyra Dastur (Hindi अमायरा दस्तूर; * 7. Mai 1993 in Mumbai, Maharashtra) ist eine indische Schauspielerin und Model.

## Leben
Die am 7. Mai 1993 in Mumbai geborene Dastur gehört der Gruppe der Parsen an. Ihre Eltern sind Gulzar Dastur und Delna Dastur. Sie wuchs mit Englisch und Gujarati als Muttersprachen bilingual auf. Außerdem sprach die Familie zu Hause Tamil und Französisch. Sie begann ihre Sekundarschulausbildung an der Dhirubhai Ambani International School, brach sie jedoch ab, um sich der Schauspielerei zu widmen. Sie studierte Kommerz am H.R. College of Commerce and Economics und erlangte ihren Bachelor. Sie ist mit dem jüngsten Sohn des indischen Filmproduzenten Vinod Khanna verlobt.
Sie begann einem Publikum durch Tätigkeiten als Model bekannt zu werden. Ab 2013 begann sie ihre Laufbahn als Schauspielerin. 2017 wirkte sie im Film Kung Fu Yoga – Der goldene Arm der Götter in der Rolle der Kyra mit. 2021 war sie im Musikvideo zum Lied Wah Ji Waah des Sängers Gurnazar zu sehen. 2022 wirkte sie im Musikvideo zum Lied Kaali Car von Raftaar und Asees Kaur mit und war auch als Interpretin zu hören.

## Filmografie (Auswahl)
- 2013: Issaq
- 2015: Anegan
- 2015: Mr. X
- 2016: Shockers (Fernsehserie, Episode 1x04)
- 2017: Kung Fu Yoga – Der goldene Arm der Götter (功夫瑜伽/Gong fu yu jia)
- 2017: Oodi Oodi Uzhaikanum
- 2018: Kaalakaandi
- 2018: Manasuku Nachindhi
- 2018: Raju Gadu
- 2018: Ticket to Bollywood
- 2018: Rajma Chawal
- 2018: The Trip (Fernsehserie, 10 Episoden)
- 2019: Judgementall Hai Kya
- 2019: Prassthanam
- 2019: Made in China
- 2021: Tandav (Fernsehserie, 4 Episoden)
- 2021: Koi Jaane Na
- 2021: Dongri to Dubai (Fernsehserie)
- 2022: The Monk and the Prostitute (Kurzfilm)
- 2022: Jogi
- 2022: Bambai Meri Jaan (Fernsehserie)
- 2023: Bagheera